# Institut pro psychologický výzkum
Institut pro psychologický výzkum (INPSY; do roku 2023 Institut výzkumu dětí, mládeže a rodiny, IVDMR) je odborné výzkumné pracoviště Fakulty sociálních studií Masarykovy univerzity v Brně, v jejíž budově také sídlí. Jeho výzkumným zaměřením jsou témata vývojové, sociální a pedagogické psychologie, řada témat však zasahuje i do psychologie osobnosti a značná publikační činnost je vytvářena i v oblasti internetu, závislostí, šikany či nových médií. Jedním z pilířů institutu je důraz na kvalitní metodologii a psychometrické či statistické zpracování dat. 
Úzce spolupracuje s katedrou psychologie, v roce 2021 byl z institutu naopak vyčleněn tým IRTIS (Interdisciplinární výzkum internetu a společnosti), který je od té doby samostatným výzkumným pracovištěm. 

## Výzkumné zaměření
Ačkoliv v minulosti byla hlavním výzkumným tématem mezinárodní longitudinální studie ELSPAC, dnes je zaměření institutu širší. Konkrétními oblastmi výzkumného zájmu INPSY je například vývoj v období adolescence a vynořující se dospělosti, rizika spojená s hraním počítačových her a užíváním internetu, témata šikany a on-line šikany nebo studium nadaných dětí. Zvláštní pozornost je věnovaná metodologii, statistice a psychometrice, a to jak z hlediska zpracování jiného výzkumu, tak z hlediska vývoje psychologických měřicích nástrojů.